# Bell Challenge
A Bell Challenge (2014 óta Tournoi de Québec) minden év szeptemberében megrendezett női tenisztorna a kanadai Québecben.
A verseny International kategóriájú, összdíjazása 220 000 dollár. Az egyéni főtáblán harminckét játékos szerepel.
A mérkőzéseket fedett, kemény borítású pályákon játsszák, 1993 óta. Az egyetlen torna, amelyet a WTA versenysorozatában szőnyegen rendeznek.
1993–2008 között Tier III kategóriájú, 2009–2018 között International kategóriájú torna volt. 2019-től kikerült a WTA versenynaptárából.

## Döntők

### Egyes
| Év   | Győztes                    | Ellenfél a döntőben     | Eredmény a döntőben |
| ---- | -------------------------- | ----------------------- | ------------------- |
| 1993 | Nathalie Tauziat           | Katerina Maleeva        | 6–4, 6–1            |
| 1994 | Katerina Maleeva           | Brenda Schultz-McCarthy | 6–3, 6–3            |
| 1995 | Brenda Schultz-McCarthy    | Dominique Van Roost     | 7–6, 6–2            |
| 1996 | Lisa Raymond               | Els Callens             | 6–4, 6–4            |
| 1997 | Brenda Schultz-McCarthy    | Dominique Van Roost     | 6–4, 6–7(4), 7–5    |
| 1998 | Tara Snyder                | Chanda Rubin            | 4–6, 6–4, 7–6(6)    |
| 1999 | Jennifer Capriati          | Chanda Rubin            | 4–6, 6–1, 6–2       |
| 2000 | Chanda Rubin               | Jennifer Capriati       | 6–4, 6–2            |
| 2001 | Meghann Shaughnessy        | Iva Majoli              | 6–1, 6–3            |
| 2002 | Jelena Bovina              | Marie-Gayanay Mikaelian | 6–3, 6–4            |
| 2003 | Marija Sarapova            | Milagros Sequera        | 6–2 feladta         |
| 2004 | Martina Suchá              | Abigail Spears          | 7–5, 3–6, 6–2       |
| 2005 | Amy Frazier                | Sofia Arvidsson         | 6–1, 7–5            |
| 2006 | Marion Bartoli             | Olga Pucskova           | 6–0, 6–0            |
| 2007 | Lindsay Davenport          | Julija Vakulenko        | 6–4, 6–1            |
| 2008 | Nagyja Petrova             | Bethanie Mattek-Sands   | 4–6, 6–4, 6–1       |
| 2009 | Czink Melinda              | Lucie Šafářová          | 4–6, 6–3, 7–5       |
| 2010 | Tamira Paszek              | Bethanie Mattek-Sands   | 7–6(6), 2–6, 7–5    |
| 2011 | Barbora Záhlavová-Strýcová | Marina Eraković         | 4–6, 6–1, 6–0       |
| 2012 | Kirsten Flipkens           | Lucie Hradecká          | 6–1, 7–5            |
| 2013 | Lucie Šafářová             | Marina Eraković         | 6–4, 6–3            |
| 2014 | Mirjana Lučić-Baroni       | Venus Williams          | 6–4, 6–3            |
| 2015 | Annika Beck                | Jeļena Ostapenko        | 6–2, 6–2            |
| 2016 | Océane Dodin               | Lauren Davis            | 6–4, 6–3            |
| 2017 | Alison Van Uytvanck        | Babos Tímea             | 5–7, 6–4, 6–1       |
| 2018 | Pauline Parmentier         | Jessica Pegula          | 7–5, 6–2            |

### Páros
| Év   | Győztes                                  | Ellenfél a döntőben                              | Eredmény a döntőben    |
| ---- | ---------------------------------------- | ------------------------------------------------ | ---------------------- |
| 1993 | Katrina Adams Manon Bollegraf            | Katerina Maleeva Nathalie Tauziat                | 6–4, 6–4               |
| 1994 | Elna Reinach Nathalie Tauziat            | Chanda Rubin Linda Wild                          | 6–4, 6–3               |
| 1995 | Nicole Arendt Manon Bollegraf            | Lisa Raymond Rennae Stubbs                       | 7–6, 4–6, 6–2          |
| 1996 | Debbie Graham Brenda Schultz-McCarthy    | Amy Frazier Kimberly Po                          | 6–1, 6–4               |
| 1997 | Lisa Raymond Rennae Stubbs               | Alexandra Fusai Nathalie Tauziat                 | 6–4, 5–7, 7–5          |
| 1998 | Lori McNeil Kimberly Po                  | Chanda Rubin Sandrine Testud                     | 6–7, 7–5, 6–4          |
| 1999 | Amy Frazier Katie Schlukebir             | Cara Black Debbie Graham                         | 6–2, 6–3               |
| 2000 | Nicole Pratt Meghann Shaughnessy         | Els Callens Kimberly Po                          | 6–3, 6–4               |
| 2001 | Samantha Reeves Adriana Serra Zanetti    | Klára Koukalová Alena Vašková                    | 7–5, 4–6, 6–3          |
| 2002 | Samantha Reeves Jessica Steck            | María Emilia Salerni Fabiola Zuluaga             | 4–6, 6–3, 7–5          |
| 2003 | Li Ting Szun Tien-tien                   | Els Callens Meilen Tu                            | 6–3, 6–3               |
| 2004 | Carly Gullickson María Emilia Salerni    | Els Callens Samantha Stosur                      | 7–5, 7–5               |
| 2005 | Anasztaszija Rogyionova Jelena Vesznyina | Līga Dekmeijere Ashley Harkleroad                | 6–7(4), 6–4, 6–2       |
| 2006 | Carly Gullickson Laura Granville         | Jill Craybas Alina Zsidkova                      | 6–3, 6–4               |
| 2007 | Christina Fusano Raquel Kops-Jones       | Stéphanie Dubois Renata Voráčová                 | 6–3, 7–6(6)            |
| 2008 | Anna-Lena Grönefeld Vania King           | Jill Craybas Tamarine Tanasugarn                 | 7–6(3), 6–4            |
| 2009 | Vania King Barbora Záhlavová-Strýcová    | Sofia Arvidsson Séverine Beltrame                | 6–1, 6–3               |
| 2010 | Sofia Arvidsson Johanna Larsson          | Bethanie Mattek-Sands Barbora Záhlavová-Strýcová | 6–1, 2–6, [10–6]       |
| 2011 | Raquel Kops-Jones Abigail Spears         | Jamie Hampton Ana Tatisvili                      | 6–1, 3–6, [10–6]       |
| 2012 | Tatjana Malek Kristina Mladenovic        | Alicja Rosolska Heather Watson                   | 7–6(5), 6–7(6), [10–7] |
| 2013 | Alla Kudrjavceva Anastasia Rodionova     | Andrea Hlaváčková Lucie Hradecká                 | 6–4, 6–3               |
| 2014 | Lucie Hradecká Mirjana Lučić-Baroni      | Julia Görges Andrea Hlaváčková                   | 6–3, 7–6(8)            |
| 2015 | Barbora Krejčíková An-Sophie Mestach     | María Irigoyen Paula Kania                       | 4–6, 6–3, [12–10]      |
| 2016 | Andrea Hlaváčková Lucie Hradecká         | Alla Kudrjavceva Alekszandra Panova              | 7–6(2), 7–6(2)         |
| 2017 | Babos Tímea Andrea Hlaváčková            | Bianca Andreescu Carson Branstine                | 6–3, 6–1               |
| 2018 | Asia Muhammad Maria Sanchez              | Darija Jurak Xenia Knoll                         | 6–4, 6–3               |